# 覃祥官
覃祥官（1933年11月13日—2008年10月23日），中国湖北长阳人，医生，被稱为“中国农村合作医疗之父”、“中国合作医疗之父”，是第四届、第五届全国人大代表。

## 生平
农历1933年九月二十六（11月13日）出生于湖北省长阳县土家山寨。1964年春，只读过三年私塾的覃祥官到县中医进修班学习一年，1965年4月结业，任乐园公社卫生所医生。1966年8月，担任“乐园公社杜家村大队卫生室”的赤脚医生。1969年10月1日，登上天安门城楼参加庆祝国庆20周年的游行观礼，同年当选为湖北省第四届人大代表。1971年当选为中共宜昌地委委员、中共长阳县委常委、乐园公社革委会副主任。1974年秋，随同国务院副总理王震访问日本，向日本人民介绍合作医疗。1975年1月当选第四届全国人大代表。1976年9月，世界卫生组织在菲律宾马尼拉召开“世界卫生组织西太平洋区委员会第27届会议”和“世界卫生组织太平洋区基层卫生保健工作会议”，覃祥官以中国代表团副团长的身份出席会议，作题为《中国农村基层卫生工作》的报告。1976年10月被破格提拔到湖北省卫生厅任副厅长，1977年辞官还乡。1978年2月当选第五届全国人大代表。1980年12月，当选为县政协副主席。1981年3月，被卫生部部长钱信忠聘为卫生部医学科委员会委员。1993年按副县级干部待遇退休。 2008年10月23日在长阳土家族自治县榔坪镇乐园村家中病逝。

## 合作医疗
1965年冬，乐园公社流行麻疹、百日咳、脑膜炎等疾病，1000多人感染。 覃祥官见此，连夜草拟了《关于在杜家村大队实行农民合作看病和集资办卫生室的设想》，次日将设想交给大队支书和公社党委书记，得到两位书记的支持。 他深入各生产队调查摸底，拿出了《关于乐园公社杜家村大队试行农民合作看病的草案》。
1966年8月10日，“乐园公社杜家村大队卫生室”挂牌成立，覃祥官辞去卫生所的工作，在该卫生室任赤脚医生。农民每人每年交1元钱，村里再从集体公益金中人均提5角钱作为合作医疗基金，共集资300多元。村民看病只交5分钱挂号费，其他一律免费。1967年1月1日，乐园公社全社推行合作医疗。
经姚文元转达，毛泽东批示“此件照办”， 1968年12月5日，《人民日报》头版头条刊登文章《深受贫下中农欢迎的合作医疗制度》，赞扬“合作医疗是医疗战线的一场大革命”，“解决了农村群众看不起病、吃不起药的困难”。此后一年，共有5万多人次来乐园公社参观。
据统计，截止1976年底，中国农村合作医疗普及率超过90%。随着家庭联产承包责任制实行和人民公社解体，合作医疗在全国萎缩，1985年，全国合作医疗在农村的覆盖率降到5%。 而覃祥官将乐园乡的合作医疗坚持了下来。 覃祥官总结说，乐园乡之所以能坚持合作医疗，“其主要原因有三：一是它在相当程度上解决了农村缺医少药、农民看病难的问题，使农民摆脱了巫婆、神汉的愚弄；二是利用本地药物资源，坚持‘三土四自’，即自采、自种、自制、自用，做到了组组有药田，村村有药园。花小钱，治多种疾病，缓解了经费困难；三是有一支长期服务基层为农民信得过的乡村医疗队伍，开展群防群治。”
1993年，新华社记者撰文在《半月谈》“内部版”上介绍覃祥官，并首次称他为“中国农村合作医疗之父”。 2000年7月，中国中央电视台在《中华民族》栏目中，以《中国合作医疗之父——覃祥官》为题介绍覃祥官的历史功绩和长阳县农村合作医疗现状。:12